# Mária Szolnoki
Mária Szolnoki (ur. 16 czerwca 1947 w Budapeszcie) – węgierska florecistka, srebrna medalistka olimpijska i wielokrotna medalistka mistrzostw świata.

## Życiorys
Na igrzyskach olimpijskich w Monachium w 1972 roku reprezentacja Węgier w składzie: Ildikó Rejtő, Ildikó Bóbis, Ildikó Schwarczenberger-Tordasi, Mária Szolnoki i Ildikó Rónay-Matuscsák zdobyła drużynowo srebrny medal, przegrywając w finale z reprezentacją ZSRR. W zawodach indywidualnych odpadła w ćwierćfinałach.
Podczas mistrzostw świata w Hawanie w 1969 roku Katalin Kollányi, Judit Ágoston-Mendelényi, Agnes Simonffy, Mária Szolnoki i Ildikó Rejtő zdobyły brązowy medal w zawodach drużynowych. W tej samej konkurencji zdobyła także złoty medal na mistrzostwach świata w Göteborgu (1973) oraz srebrne na mistrzostwach świata w Wiedniu (1971), mistrzostwach świata w Grenoble (1974) i mistrzostwach świata w Budapeszcie (1975).